# Churumuco, Tacámbaro
Churumuco är en ort i Mexiko.   Den ligger i kommunen Tacámbaro och delstaten Michoacán de Ocampo, i den södra delen av landet, 240 km väster om huvudstaden Mexico City. Churumuco ligger 2 049 meter över havet och antalet invånare är 168.
Terrängen runt Churumuco är lite bergig, och sluttar söderut. Runt Churumuco är det ganska tätbefolkat, med 65 invånare per kvadratkilometer. Närmaste större samhälle är Tacámbaro de Codallos, 9,0 km sydväst om Churumuco. I omgivningarna runt Churumuco växer huvudsakligen savannskog.